# Ángel Hernández Castillo
Ángel Enrique Hernández Castillo (nacido el 1 de octubre de 1953 en Jarabacoa, República Dominicana) es un educador y autor dominicano. Ejerció como ministro de Educación desde el 3 de agosto de 2022 hasta febrero de 2025 por designación del presidente Luis Abinader.
Es el fundador de la Universidad Abierta Para Adultos (UAPA). Fue maestro en la Universidad Autónoma de Santo Domingo. Ha sido miembro del Consejo Nacional de Educación Superior, Ciencia y Tecnología. Fue designado asesor del Poder Ejecutivo en materia de educación en agosto de 2020 antes de convertirse en ministro dos años más tarde.

## Biografía
Nació en Jarabacoa, La Vega, el 1 de octubre de 1953. De niño se trasladó con su familia a Elías Piña donde su padre fue designado como director regional de comunidades fronterizas.
Posteriormente se trasladó a Santiago, donde estudió una licencitura en Ciencias de la Educación en la Universidad Católica Madre y Maestra. A continuación, realizó un postgrado de Planteamiento de la Educación en el Instituto Tecnológico de Santo Domingo (INTEC). Finalmente, en 1983, realizó un doctorado en la Universidad de Grenoble, Francia.

## Carrera educadora y política
Fundó la Universidad Abierta Para Adultos (UAPA) en enero de 1995 con el objetivo de ofrecer un sistema de educación superior de calidad e innovadora.
A lo largo de su carrera en la administración pública, desempeñó varios puestos: técnico nacional de Educación, director regional de Educación de Santiago, director general de Currículo y Evaluación Educativa, subsecretario de Asuntos Técnicos y Pedagógicos, Secretario interino de Educación, entre otros. Esto muestra su conexión con el Ministerio de Educación (MINERD).
Asimismo, fue presidente de la Asociación Dominicana de Rectores de Universidades, vicepresidente de la Unión de Universidades de América Latina y el Caribe y profesor de la UASD, la PUCMM e INTEC.
Entre diciembre de 2007 y julio de 2018, llevó el blog "Educación Universitaria". En él publicaba artículos sobre la docencia y la educación en República Dominicana y en general.
Fue reconocido por la Dirección Regional de Educación, Distrito 8 de Santiago de los Caballeros como "pionero en educación virtual y a distancia" en República Dominicana.
El 19 de agosto de 2020 fue designado asesor del Poder Ejecutivo en materia de educación mediante el decreto n.º 356-20. Posteriormente, el 3 de agosto de 2022, sería designado ministro de Educación mediante el decreto n.º 414-22.

## Publicaciones
- Resultados de la reforma del Nivel Básico (1983)
- Introducción a las Ciencias de la Educación (1984)
- Reflexiones sobre el Sistema Educativo Dominicano (1985)
- Las reformas dominicanas de la enseñanza (2005)
- Temas de la problemática educativa actual (2015)
- Una experiencia innovadora en la educación superior dominicana (2018)